# Pascal Duquenne
Pascal Duquenne (Vilvoorde, 8 augustus 1970) is een Belgische acteur.
Duquenne deelde de prijs voor beste acteur (Filmfestival van Cannes) in 1996 voor zijn rol als Georges in de film Le Huitième Jour, met Daniel Auteuil, die de rol van Harry vertolkte. Hij heeft het syndroom van Down. In 2004 ontving hij de onderscheiding 'Commandeur in de kroonorde'.

## Films
- Toto le héros, 1991
- Le Huitième Jour, 1996  (George)
- Lumière et compagnie, 1996
- The Room van Giles Daoust, 2006
- Mr. Nobody, 2009

## Tv-series
- Le commissaire Moulin, 2004